# 2682 Soromundi
2682 Soromundi este un asteroid din centura principală, descoperit pe 25 iunie 1979 de Eleanor Helin și Schelte Bus.